# قصر العنقري
قصر العنقري أو حصن مرغم أحد الحصون التاريخية الواقعة في السيح في الأفلاج.

## تاريخ القصر
ذكر هذا الحصن أبو محمد الهمداني في القرن الرابع الهجري، يقول: «وثم على أثرها من سيحي جعدة حصنٌ يقال له «مرغم»، أي يرغم العدو بامتناعه دونه، وهو لبني أبي سمرة.» يقول عبد الله بن محمد بن خميس في كتابه معجم اليمامة المطبوع في سنة 1398هـ/1978م: «هذا الحصن مرغم يقع في السيح، ويسميه أهلهُ الآن: قصر العنقري، ولا نعلم سبب التسمية، وهو لا يزال قائمًا بأسواره، أما حجره الداخلية فقد تداعت وفي جدره خصاص ينظر منها، وعرض جدار سوره من أسفله أربعة أمتار، ثم يأخذ في التدني حتى يبلغ مترين عند علوه، وقد أكلت أعلاه عوامل التعرية، وأسفله رُدم ردما بالحجارة والطين حتى ارتفع قرابة خمسة أمتار عن سطح الأرض، ثم أقيم الحصن فوق هذا السطح المردوم، ومساحته عشرون مترًا في مثلها.»

## مكونات القصر
- أساسات من الحجر.
- الحوائط سميكة ومبنية بطريقة العروق
- المباني مغطاة بطبقة من اللياسة الخارجية خليط من الطين والتبن.
- يحتوي القصر فتحات طولية.
- القصر حالياً غير مستخدم.[2]

## انظر ايضاً
- قائمة آثار محافظة الأفلاج
- قائمة معالم محافظة الأفلاج
- قصر صاهود
- قصر أبو جفان

## وصلات خارجية
- الإفلاج في سطور.
- لمحة عن الأفلاج.